# Enciclopedie online
O enciclopedie online sau o enciclopedie electronică este unul dintre proiectele de enciclopedie stocate într-o mare bază de date de informații utile, accesibilă prin World Wide Web. Ideea de a construi o enciclopedie care poate fi folosită gratuit pe Internet datează cel puțin de la acea propunere din 1993, numită Interpedia⁠(d), concepută ca o enciclopedie în Internet, astfel încât toată lumea să poată contribui cu materiale. Proiectul nu a ieșit din faza de planificare și a fost ajuns din urmă de explozia World Wide Web, de apariția motoarelor de căutare de înaltă calitate și de conversie a materialului existent.
Spre deosebire de software-ul educațional, pagina web primește baza de date printr-un navigator web unde o actualizează. Baza de date este utilizabilă prin digitizarea informațiilor. În cazul clasicelor enciclopedii tipărite, de exemplu, acestea ajută la îmbunătățirea lecturii sau la extragerea conținutului lor pentru a fi citate. .

## Istorie
În ianuarie 1995, Proiectul Gutenberg a început să publice textul ASCII din Encyclopedia Britannica, ediția a 11-a (1911), dar neînțelegerile privind metodele au oprit activitatea după primul volum. Din motive legate de marcă, acest lucru a fost publicat pe Proiectul Gutenberg. În 2002, textul ASCII din cele 28 de volume a fost publicat la http://1911encyclopedia.org/ dintr-o altă sursă; o revendicare a drepturilor de autor a fost adăugată materialelor, dar probabil că nu are valabilitate juridică. Proiectul Gutenberg a reluat munca de digitalizare și revizuire a acestei enciclopedii; în iunie 2005 încă nu fusese publicată. Între timp, având în vedere concurența rivală precum Encarta, ultima Britannica a fost digitizată de editorii săi și vândută mai întâi ca CD-ROM iar mai târziu ca serviciu online. Alte proiecte de digitalizare au făcut progrese pe alte titluri. Un exemplu este Easton's Bible Dictionary (1897) digitizat de Ethereal Library of Christian Classics.

## Enciclopedii online în spaniolă
Acestea sunt unele dintre cele mai populare enciclopedii online de limba spaniolă.
- Bază de date
- Citizendium
- EcuRed
- Encarta
- Enciclopedie liberă
- Wikipedia

## Enciclopedii online în valenciană
- L'Enciclopèdia în valenciană